# Plaça de Salvador Dalí
La plaça de Salvador Dalí era una plaça dura construïda davant del Centre Comercial Girocentre en el qual s'hi ubiquen els grans magatzems El Corté Inglés a la ciutat de Girona. Actualment, la plaça està patint una transformació radical atès que l'ampliació del centre comercial n'implica una completa redefinició. La plaça que, fins ara, es trobava enfonsada en relació amb el nivell de la carrer de Barcelona passarà a tenir el mateix nivell.